# Nomindra jarrnarm
Nomindra jarrnarm là một loài nhện trong họ Gnaphosidae.
Loài này thuộc chi Nomindra. Nomindra jarrnarm được Norman I. Platnick & Barbara Baehr miêu tả năm 2006.